# Supercopa de Costa Rica 2012
La Supercopa de Costa Rica 2012 fue la primera edición del torneo. Se disputó en el nuevo Estadio Nacional, en la provincia de San José.
Fue la primera ocasión en que los campeones de Invierno y Verano definieron el juego por el título. El equipo de Alajuelense se impuso por 2-0 al Herediano.

## Participantes
El 6 de junio de 2012, Jorge Ortega, presidente de la Unión de Clubes de Fútbol de la Primera División (UNAFUT), anunció el concepto de una Supercopa entre los dos campeones de liga de la temporada, donde se definió como fecha el 22 de julio con los clubes de Alajuelense y Herediano en el nuevo Estadio Nacional.
|  |  | Alajuelense |  | Campeón del Invierno (2011) |
|  |  | Herediano   |  | Campeón del Verano (2012)   |

## Final
| 1     | POR   | Leonel Moreira     |     |
| 3     | DEF   | Derrick Johnson    |     |
| 21    | DEF   | Pablo Salazar      |     |
| 90    | DEF   | Waylon Francis     |     |
| 15    | DEF   | José Sánchez       | 61' |
| 4     | MED   | Christian Montero  |     |
| 14    | MED   | José Miguel Cubero |     |
| 29    | MED   | Esteban Ramírez    | 46' |
| 24    | MED   | Mauricio Núñez     | 36' |
| 7     | DEL   | Yendrick Ruiz      |     |
| 23    | DEL   | Víctor Núñez       |     |
| D. T. | D. T. | Odir Jacques       |     |

| 1     | POR   | Patrick Pemberton  |     |
| 6     | DEF   | José Salvatierra   |     |
| 2     | DEF   | Elías Palma        |     |
| 3     | DEF   | Johnny Acosta      |     |
| 14    | DEF   | Cristopher Meneses |     |
| 17    | MED   | Kevin Sancho       | 65' |
| 13    | MED   | Luis Miguel Valle  |     |
| 16    | MED   | Allen Guevara      | 54' |
| 5     | MED   | Cristian Oviedo    |     |
| 12    | DEL   | Pablo Gabas        |     |
| 10    | DEL   | Anderson Andrade   | 85' |
| D. T. | D. T. | Óscar Ramírez      |     |

| 12 | MED | Johan Condega | 46' |
| 9  | DEL | Minor Díaz    | 36' |
| 62 | MED | Ismael Gómez  | 61' |

| 29 | MED | Jorge Davis         | 54' |
| 28 | MED | Juan Gabriel Guzmán | 65' |
| 7  | DEL | Diego Calvo         | 85' |

| 7' · 58' | Kevin Sancho Elías Palma | 0:1 0:2 |

| 31' · 40' · 56' · 61' · 84' | Víctor Núñez José Miguel Cubero Waylon Francis Yendrick Ruiz Derrick Johnson |

| 31' · 36' · 74' · 74' · 74' | Cristian Oviedo Luis Miguel Valle Patrick Pemberton Cristopher Meneses Juan Gabriel Guzmán |

| 52' | Johnny Acosta |

| Principal  | Rafael Vega  |
| Asistentes | Leonel Leal  |
|            | Octavio Jara |
| Cuarto     | Vinicio Mena |

|  |                    |    | [[Archivo:\|border\|30px]] |
|  | Tiros              | 4  | 4                          |
|  | Tiros a puerta     | 4  | 6                          |
|  | Faltas             | 22 | 15                         |
|  | Saques de esquina  | 9  | 3                          |
|  | Penaltis           | 0  | 0                          |
|  | Fueras de juego    | 1  | 1                          |
|  | Posesión del balón | 45 | 55                         |

| 1     | POR   | Leonel Moreira     |     |
| 3     | DEF   | Derrick Johnson    |     |
| 21    | DEF   | Pablo Salazar      |     |
| 90    | DEF   | Waylon Francis     |     |
| 15    | DEF   | José Sánchez       | 61' |
| 4     | MED   | Christian Montero  |     |
| 14    | MED   | José Miguel Cubero |     |
| 29    | MED   | Esteban Ramírez    | 46' |
| 24    | MED   | Mauricio Núñez     | 36' |
| 7     | DEL   | Yendrick Ruiz      |     |
| 23    | DEL   | Víctor Núñez       |     |
| D. T. | D. T. | Odir Jacques       |     |

| 1     | POR   | Patrick Pemberton  |     |
| 6     | DEF   | José Salvatierra   |     |
| 2     | DEF   | Elías Palma        |     |
| 3     | DEF   | Johnny Acosta      |     |
| 14    | DEF   | Cristopher Meneses |     |
| 17    | MED   | Kevin Sancho       | 65' |
| 13    | MED   | Luis Miguel Valle  |     |
| 16    | MED   | Allen Guevara      | 54' |
| 5     | MED   | Cristian Oviedo    |     |
| 12    | DEL   | Pablo Gabas        |     |
| 10    | DEL   | Anderson Andrade   | 85' |
| D. T. | D. T. | Óscar Ramírez      |     |

| 12 | MED | Johan Condega | 46' |
| 9  | DEL | Minor Díaz    | 36' |
| 62 | MED | Ismael Gómez  | 61' |

| 29 | MED | Jorge Davis         | 54' |
| 28 | MED | Juan Gabriel Guzmán | 65' |
| 7  | DEL | Diego Calvo         | 85' |

| 7' · 58' | Kevin Sancho Elías Palma | 0:1 0:2 |

| 31' · 40' · 56' · 61' · 84' | Víctor Núñez José Miguel Cubero Waylon Francis Yendrick Ruiz Derrick Johnson |

| 31' · 36' · 74' · 74' · 74' | Cristian Oviedo Luis Miguel Valle Patrick Pemberton Cristopher Meneses Juan Gabriel Guzmán |

| 52' | Johnny Acosta |

| Principal  | Rafael Vega  |
| Asistentes | Leonel Leal  |
|            | Octavio Jara |
| Cuarto     | Vinicio Mena |

|  |                    |    | [[Archivo:\|border\|30px]] |
|  | Tiros              | 4  | 4                          |
|  | Tiros a puerta     | 4  | 6                          |
|  | Faltas             | 22 | 15                         |
|  | Saques de esquina  | 9  | 3                          |
|  | Penaltis           | 0  | 0                          |
|  | Fueras de juego    | 1  | 1                          |
|  | Posesión del balón | 45 | 55                         |

| 1     | POR   | Leonel Moreira     |     |
| 3     | DEF   | Derrick Johnson    |     |
| 21    | DEF   | Pablo Salazar      |     |
| 90    | DEF   | Waylon Francis     |     |
| 15    | DEF   | José Sánchez       | 61' |
| 4     | MED   | Christian Montero  |     |
| 14    | MED   | José Miguel Cubero |     |
| 29    | MED   | Esteban Ramírez    | 46' |
| 24    | MED   | Mauricio Núñez     | 36' |
| 7     | DEL   | Yendrick Ruiz      |     |
| 23    | DEL   | Víctor Núñez       |     |
| D. T. | D. T. | Odir Jacques       |     |

| 1     | POR   | Patrick Pemberton  |     |
| 6     | DEF   | José Salvatierra   |     |
| 2     | DEF   | Elías Palma        |     |
| 3     | DEF   | Johnny Acosta      |     |
| 14    | DEF   | Cristopher Meneses |     |
| 17    | MED   | Kevin Sancho       | 65' |
| 13    | MED   | Luis Miguel Valle  |     |
| 16    | MED   | Allen Guevara      | 54' |
| 5     | MED   | Cristian Oviedo    |     |
| 12    | DEL   | Pablo Gabas        |     |
| 10    | DEL   | Anderson Andrade   | 85' |
| D. T. | D. T. | Óscar Ramírez      |     |

| 12 | MED | Johan Condega | 46' |
| 9  | DEL | Minor Díaz    | 36' |
| 62 | MED | Ismael Gómez  | 61' |

| 29 | MED | Jorge Davis         | 54' |
| 28 | MED | Juan Gabriel Guzmán | 65' |
| 7  | DEL | Diego Calvo         | 85' |

| 7' · 58' | Kevin Sancho Elías Palma | 0:1 0:2 |

| 31' · 40' · 56' · 61' · 84' | Víctor Núñez José Miguel Cubero Waylon Francis Yendrick Ruiz Derrick Johnson |

| 31' · 36' · 74' · 74' · 74' | Cristian Oviedo Luis Miguel Valle Patrick Pemberton Cristopher Meneses Juan Gabriel Guzmán |

| 52' | Johnny Acosta |

| Principal  | Rafael Vega  |
| Asistentes | Leonel Leal  |
|            | Octavio Jara |
| Cuarto     | Vinicio Mena |

|  |                    |    | [[Archivo:\|border\|30px]] |
|  | Tiros              | 4  | 4                          |
|  | Tiros a puerta     | 4  | 6                          |
|  | Faltas             | 22 | 15                         |
|  | Saques de esquina  | 9  | 3                          |
|  | Penaltis           | 0  | 0                          |
|  | Fueras de juego    | 1  | 1                          |
|  | Posesión del balón | 45 | 55                         |

| 1     | POR   | Leonel Moreira     |     |
| 3     | DEF   | Derrick Johnson    |     |
| 21    | DEF   | Pablo Salazar      |     |
| 90    | DEF   | Waylon Francis     |     |
| 15    | DEF   | José Sánchez       | 61' |
| 4     | MED   | Christian Montero  |     |
| 14    | MED   | José Miguel Cubero |     |
| 29    | MED   | Esteban Ramírez    | 46' |
| 24    | MED   | Mauricio Núñez     | 36' |
| 7     | DEL   | Yendrick Ruiz      |     |
| 23    | DEL   | Víctor Núñez       |     |
| D. T. | D. T. | Odir Jacques       |     |

| 1     | POR   | Patrick Pemberton  |     |
| 6     | DEF   | José Salvatierra   |     |
| 2     | DEF   | Elías Palma        |     |
| 3     | DEF   | Johnny Acosta      |     |
| 14    | DEF   | Cristopher Meneses |     |
| 17    | MED   | Kevin Sancho       | 65' |
| 13    | MED   | Luis Miguel Valle  |     |
| 16    | MED   | Allen Guevara      | 54' |
| 5     | MED   | Cristian Oviedo    |     |
| 12    | DEL   | Pablo Gabas        |     |
| 10    | DEL   | Anderson Andrade   | 85' |
| D. T. | D. T. | Óscar Ramírez      |     |

| 12 | MED | Johan Condega | 46' |
| 9  | DEL | Minor Díaz    | 36' |
| 62 | MED | Ismael Gómez  | 61' |

| 29 | MED | Jorge Davis         | 54' |
| 28 | MED | Juan Gabriel Guzmán | 65' |
| 7  | DEL | Diego Calvo         | 85' |

| 7' · 58' | Kevin Sancho Elías Palma | 0:1 0:2 |

| 31' · 40' · 56' · 61' · 84' | Víctor Núñez José Miguel Cubero Waylon Francis Yendrick Ruiz Derrick Johnson |

| 31' · 36' · 74' · 74' · 74' | Cristian Oviedo Luis Miguel Valle Patrick Pemberton Cristopher Meneses Juan Gabriel Guzmán |

| 52' | Johnny Acosta |

| Principal  | Rafael Vega  |
| Asistentes | Leonel Leal  |
|            | Octavio Jara |
| Cuarto     | Vinicio Mena |

|  |                    |    | [[Archivo:\|border\|30px]] |
|  | Tiros              | 4  | 4                          |
|  | Tiros a puerta     | 4  | 6                          |
|  | Faltas             | 22 | 15                         |
|  | Saques de esquina  | 9  | 3                          |
|  | Penaltis           | 0  | 0                          |
|  | Fueras de juego    | 1  | 1                          |
|  | Posesión del balón | 45 | 55                         |

|                                       |
|                                       |
| Campeón L. D. Alajuelense 1er. título |